# Candida incommunis
Candida incommunis är en svampart som beskrevs av Y. Ohara, Nonom. & M. Yamaz. 1965. Candida incommunis ingår i släktet Candida, ordningen Saccharomycetales, klassen Saccharomycetes, divisionen sporsäcksvampar och riket svampar.   Inga underarter finns listade i Catalogue of Life.